# 왕발
왕발(王勃, 647년 ~ 674년)은 당나라의 시인으로, 자는 자안(字安)이다. 강주(絳州) 용문(龍門, 지금의 산서성(山西省) 직산현(稷山縣)) 사람이다. 수나라 왕통(王通)의 후손이다. 고종(高宗) 때 궁정(宮廷)에 들어가 조산랑(朝散郞)이 되었다. 검남(劒南)으로 가서 도독(都督) 염백서(閻伯嶼)를 위하여 쓴 등왕각서 및 시는 특히 유명하다. 노조린(盧照隣) · 낙빈왕(駱賓王) · 양형(陽炯)과 함께 초당(初唐)의 4걸(四傑)이라고 일컫는다.

## 작품목록
- 〈송두소부지임촉주(送杜少府之任蜀州)〉